# Галкино (Великоустюзький район)
Га́лкино (рос. Галкино) — присілок у складі Великоустюзького району Вологодської області, Росія. Входить до складу Юдинського сільського поселення.

## Населення
Населення — 53 особи (2010; 57 у 2002).
Національний склад (станом на 2002 рік):
- росіяни — 96 %